# Piula Theological College

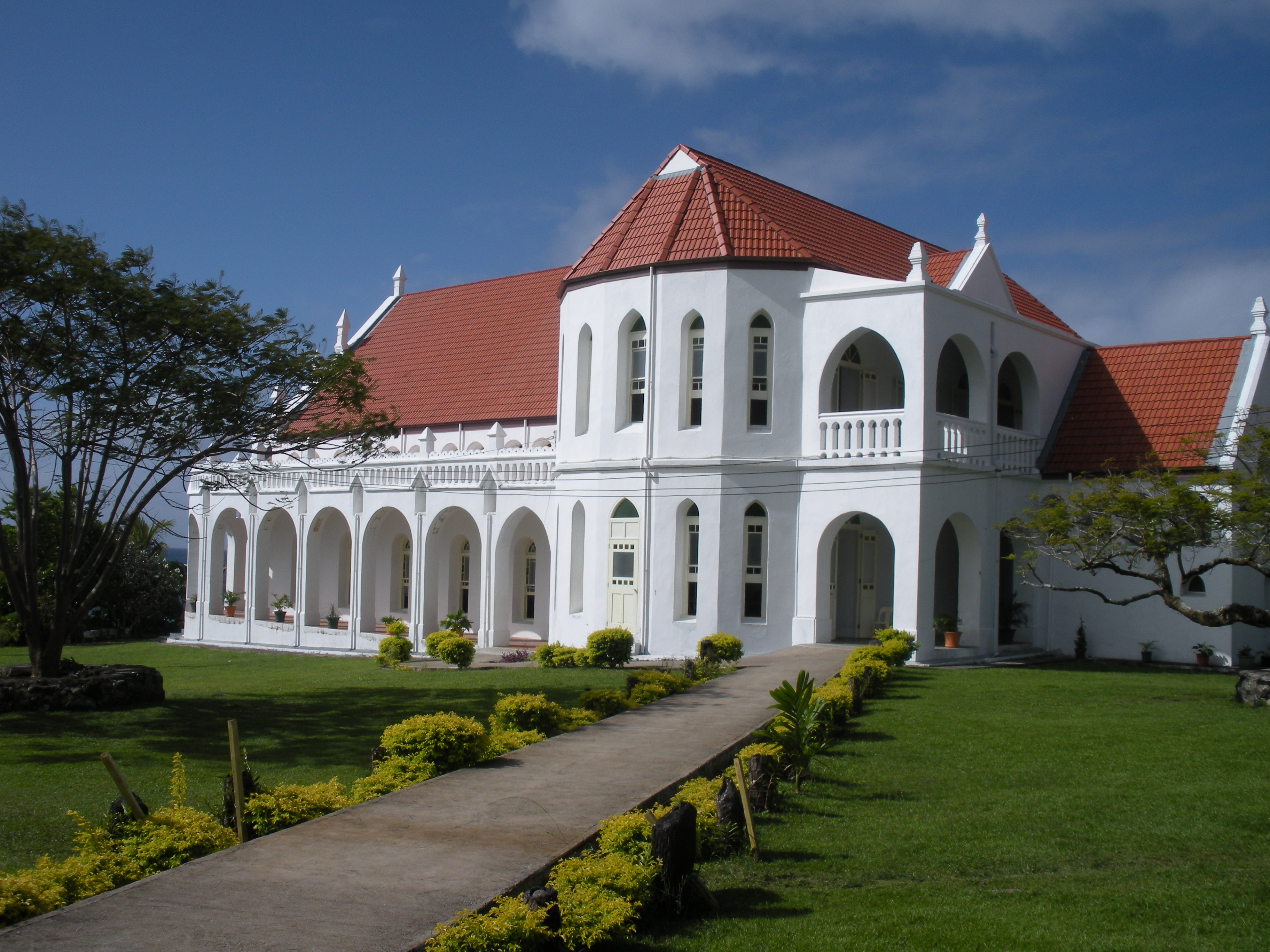
Piula Chapel

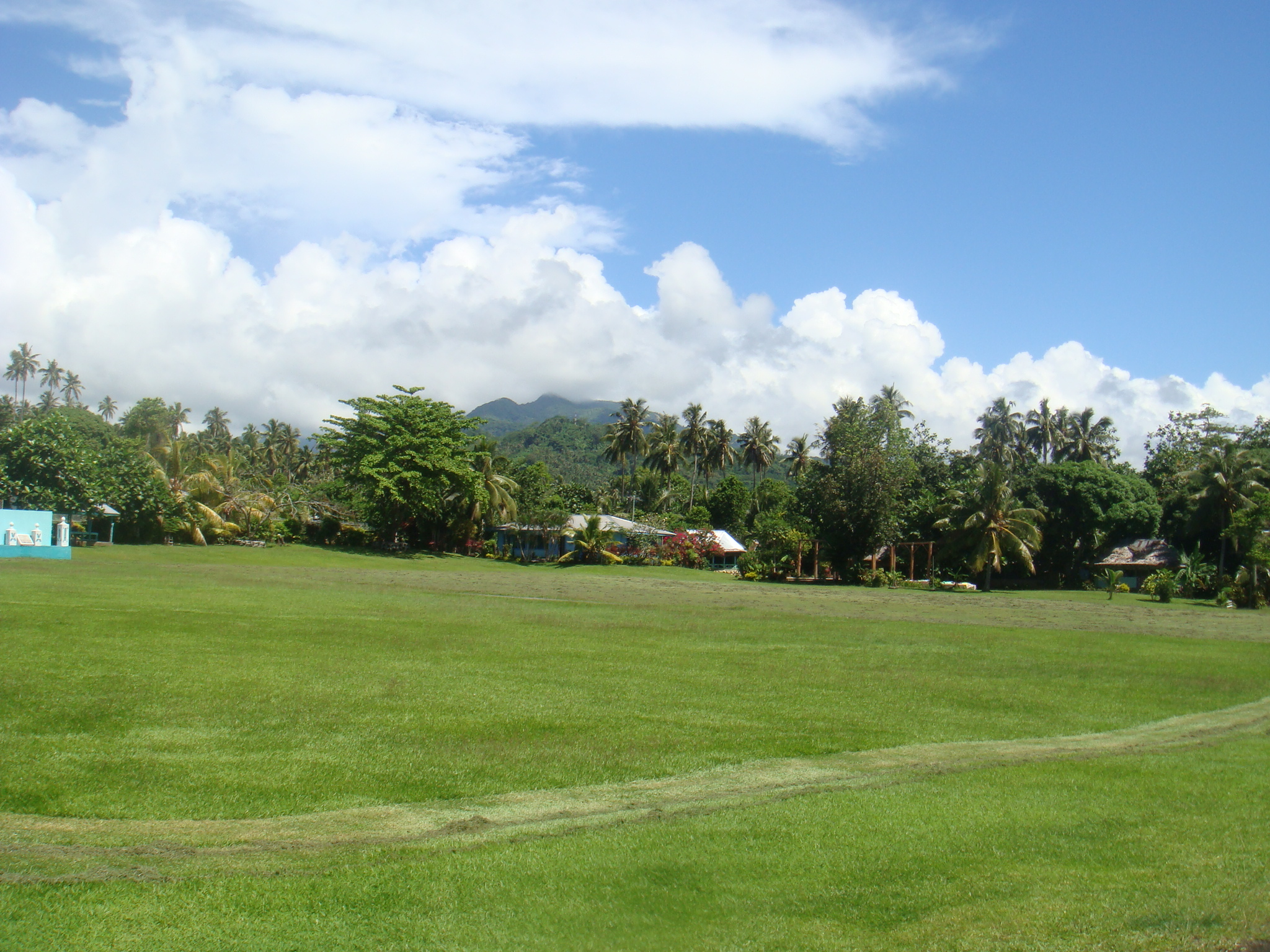
College grounds.

Piula Theological College ist ein methodistisches College in Samoa und Ausbildungsstätte für methodistische Geistliche. Es wurde 1868 in Lufilufi an der Nordküste von Upolu angesiedelt, nachdem es schon 1859 Anfänge in Satupa'itea an der Südküste von Savai'i gegeben hatte. Die Methodist Mission in Samoa erwarb Land in dem, den Methodisten zugeneigten, Distrikt und benannten ihr Seminar Piula Theological College. Der Name Piula ist eine Transliteration des biblischen Namens Beulah mit der Bedeutung verheiratet (mit Gott).
Bekannt ist das College auch aufgrund des Piula Cave Pool (Fatumea), eines natürlichen Felsenbeckens an der Küste.

## Geschichte
In Samoa wird die methodistische Kirche als „lotu tonga“ bezeichnet, aufgrund des ersten Kontakts zu Konvertiten und zur Mission der Kirche in Tonga im frühen 19. Jahrhundert.
Die Entscheidung eine Schulungseinrichtung zu gründen kam bei einer der jährlichen Kirchenversammlungen auf der Insel Manono, damals ein Zentrum der Kirche, am 21. September 1859.
In diesen frühen Jahren war Reverend George Brown eine Schlüsselfigur für die methodistische Kirche in Samoa. Er lebte 14 Jahre in Samoa, von 1860 bis 1874. Zusammen mit seiner Frau Lydia arbeitete er in der Mission in Satupaʻitea auf Savaiʻi. Brown erlernte die Samoanische Sprache und betrachtete die Menschen als seine Freunde. Wie viele andere Missionar, zeichnete Brown seine Erfahrungen in Samoa in Journalen auf, denen noch heute viele bedeutsame Informationen über die methodistische Kirche, aber auch über die Samoanische Geschichte und Kultur entnommen werden können.

## Studium
Das theologische College bietet einen vierjährigen Kurs mit dem Abschluss eines Diplom in Theological Studies und der Möglichkeit, einen Bachelor of Divinity anzuschließen. Das Training bereitet die Menschen für den Dienst in der Samoa Methodist Church vor. Manche der Studenten sind bereits verheiratet. Deren Frauen bereiten sich durch spezielle Kurse auf ihre Rolle als Pfarrersfrauen vor.
Ein Leitprinzip für alle Aktivitäten am College ist es, so weit wie möglich eine christliche Gemeinschaft zu sein. Studenten erhalten auch Unterricht darin in angemessener Weise an Bräuchen in Samoan teilzunehmen und sich in der Gesellschaft einzubringen.

## Gelände
Das Collegegelände befindet sich an der Nordküste von Upolu, direkt an der Küstenstraße. Der Eingang zum Campus ist durch eine blau-gelbe Mauer markiert. Auf dem Gelände steht die historische Piula Chapel, es gibt große Grünanlagen und einige samoanische Fale. Von der Chapel führen Treppen zum Meer hinunter, wo sich der Piula Cave Pool befindet.

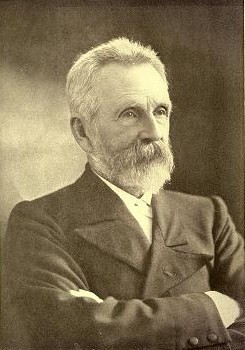
George Brown (1835–1917), ein Gründer des College.
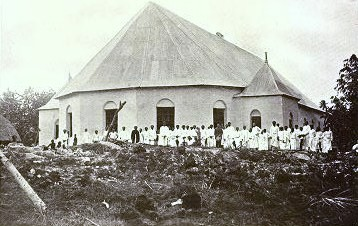
Methodist Stone Church, Satupaʻitea, c. 1908
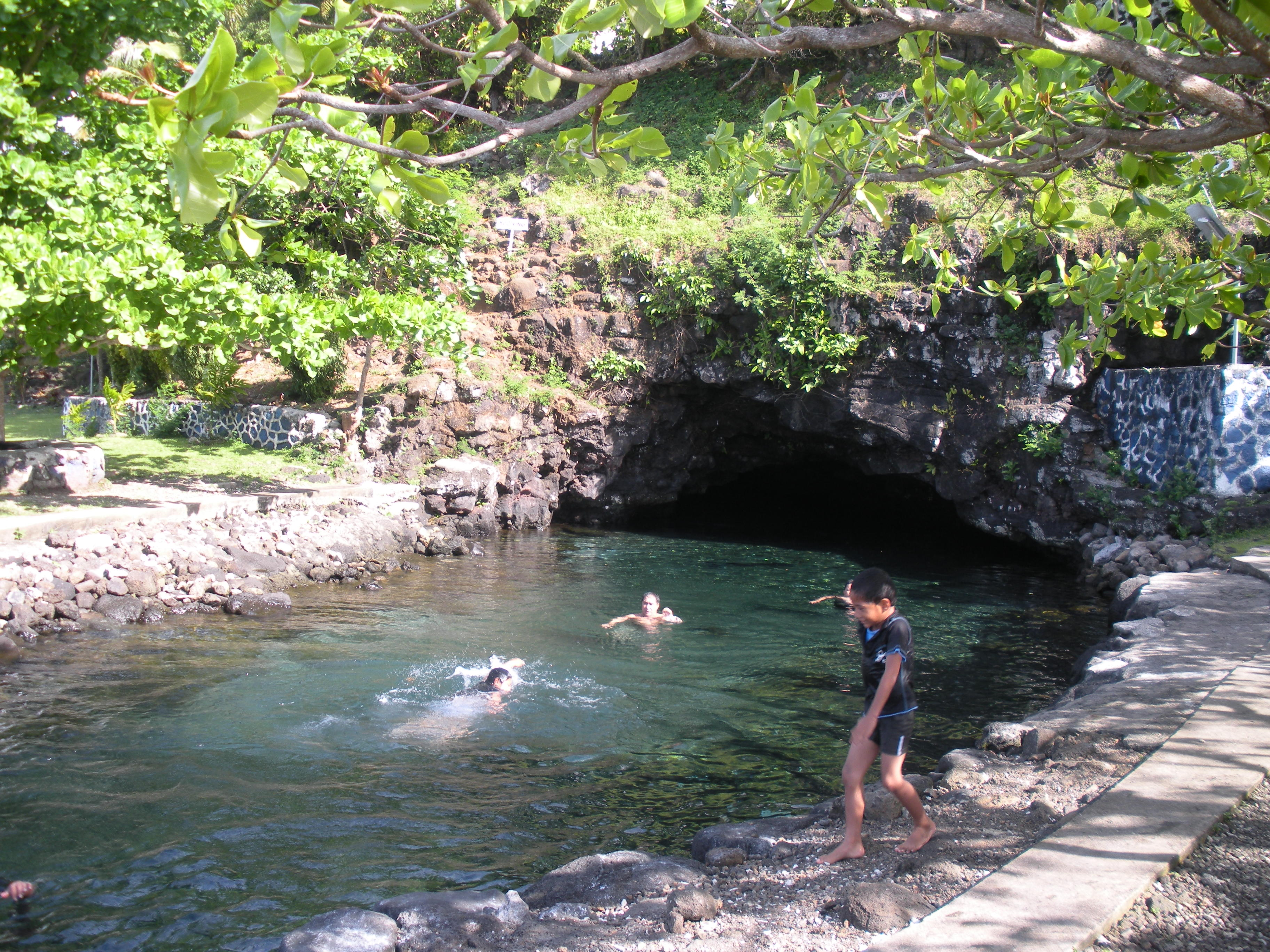
Piula Cave Pool am Meer unterhalb der Chapel.
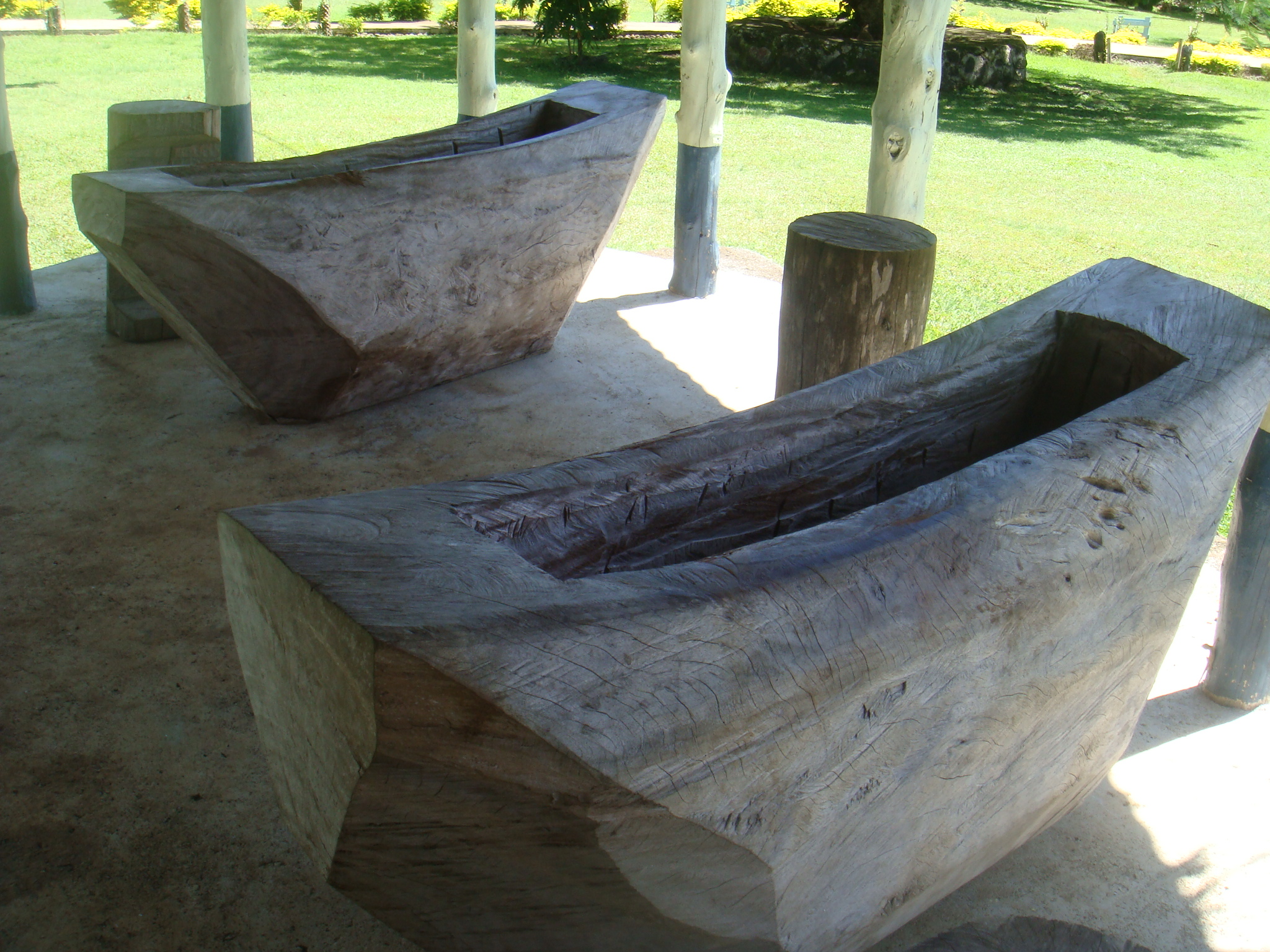
Lali, samoanische hölzerne Baumstammtrommeln, (~ 2 m)